# Stylogaster seguyi
Stylogaster seguyi är en tvåvingeart som beskrevs av Camras 1962. Stylogaster seguyi ingår i släktet Stylogaster och familjen stekelflugor.
Artens utbredningsområde är Madagaskar. Inga underarter finns listade i Catalogue of Life.